# Соймировичи
Соймировичи е български болярски род от 14 век. Богата фамилия, която е владеела села по горното течение на река Огоста (например Горна Лука, Влашко село – днес област Монтана), крепостта Градище и околните сребърни и златни рудници. Соимровичи притежавали и град Чипровец (Чипровци), където живеели.
От дубровнишки източници е известно, че до края на 14 век родът Соймирович е пълновластен владетел в Чипровско. След османското нашествие родът или поне част от него се премества в Дубровник, където се влива в местната аристокрация (и вероятно приема католицизма), без да забравя старите си родови имения.
Останалите по българските земи родови владения на болярите Соимировичи запустяват, а самите те с приближените си са дълго време в изгнание извън пределите на родината си. Предполага се че в средата на 15 в., някои от тях се връщат в Чипровци. След разгрома на Чипровското въстание Соимровичи се пръснали отново в Унгария, Сърбия, Влашко, Дубровник и др.

## Представители
- Франческо Соймирович е български католически духовник от XVII в., охридски архиепископ и никополски епископ.